# Giacometta

Torino, 1929: Attori teatrali travestiti da Giacometta e Gianduja.

Giacometta (Giacomëtta in piemontese) è una maschera torinese della commedia dell'arte, compagna di Gianduja,  anch'essa una maschera torinese.

## L'origine del personaggio
Giacometta venne affiancata a Gianduja fin dalle origini del Novecento. I due personaggi videro la luce circa 300 anni fa ad Asti sotto forma di burattini, per poi divenire maschere del carnevale e personaggi di altri generi teatrali, raggiungendo il successo nella ricca Torino. 
Tradizione vuole che nei giorni del Carnevale lei e Gianduja distribuiscano dolci ai bambini e girino in carrozza per la città allietando le strade e danzando.

## La figura
Giacometta appare sempre di corporatura snella e robusta, che accentua il suo spirito di grande lavoratrice, vestita con una gonna lunga e larga, di ispirazione agli indumenti folkloristici piemontesi, alla quale accompagna una camicia con scialle ed un alto e vistoso copricapo che le serra la chioma. Non può mancare il suo classico grembiule bianco.

## Il carattere
Giacometta è il naturale complemento e copia femminile di Gianduja; coraggiosa e pratica come il marito, rappresenta la saggezza e l'operosità delle donne piemontesi, e mette con generosità il proprio buon senso a disposizione di chi deve risolvere un problema spinoso. Il prototipo della maschera si avvicina a quello della servetta, maliziosa e dal carattere forte ma gentile. 